# Кам'янець-Подільська обласна рада депутатів трудящих I скликання
Кам'янець-Подільська обласна рада депутатів трудящих першого скликання — представничий орган Хмельницької області у 1940 —1947 роках.
Нижче наведено список депутатів Кам'янець-Подільської обласної ради 1-го скликання, обраних 24 грудня 1939 року. Всього до обласної ради 1-го скликання було обрано 86 депутатів.
| Прізвище, ім'я, по-батькові     | Місто чи район | Виборчий округ   | Посада | Примітки |
| ------------------------------- | -------------- | ---------------- | --- | -------- |
| Алцкан Абрум Мануїлович         | № 31           |                  | |          |
| Березнюк Фросина Григорівна     | № 80           |                  | ланкова колгоспу «Червоний промінь» Полонського району                                                     |          |
| Бобкін Леонід Васильович        | № 40           |                  | командувач армійської кавалерійської групи КОВО, комкор                                                    |          |
| Бойко Марія Дмитрівна           | № 33           |                  | |          |
| Болдишев Максим Миронович       | № 55           |                  | |          |
| Вишняк Олексій Наумович         | № 52           |                  | |          |
| Власов Олександр Йосипович      | № 1            |                  | 1-й секретар Кам'янець-Подільського обласного комітету КП(б)У                                              |          |
| Волков Григорій Гаврилович      | № 46           | Волочиський      | 2-й секретар Кам'янець-Подільського обласного комітету КП(б)У                                              |          |
| Гаврилюк Іван Матвійович        | № 84           |                  | |          |
| Галазюк Іван Мартинович         | № 64           | Базалійський     | голова Базалійського райвиконкому                                                                          |          |
| Герасимов Василь Іванович       | № 42           |                  | |          |
| Гернштетер Сара Ойзерівна       | № 17           |                  | |          |
| Глистюк Фросина Максимівна      | № 9            |                  | голова Миньковецького райвиконкому                                                                         |          |
| Годованець Семен Михайлович     | № 4            |                  | завідувач хати-лабораторії Рудського колгоспу Довжоцького району.                                          |          |
| Головко Григорій Андрійович     | № 21           |                  | |          |
| Голубовська Євдокія Автономівна | № 34           |                  | вчителька Деражнянської середньої школи                                                                    |          |
| Гольдфарб Овшій Срулевич        | № 37           | Летичівський     | голова Летичівського райвиконкому                                                                          |          |
| Горільченко Ганна Іванівна      | № 30           |                  | завідувач Кам'янець-Подільського обласного відділу народної освіти                                         |          |
| Данілкін Іван Степанович        | № 19           |                  | 1-й секретар Кам'янець-Подільського обласного комітету ЛКСМУ                                               |          |
| Дергаусов Григорій Федорович    | № 48           |                  | голова Кам'янець-Подільської міської ради                                                                  |          |
| Дідук Єва Петрівна              | № 57           |                  | колгоспниця колгоспу імені Кірова села Теліжинці Старосинявського району                                   |          |
| Долгокер Павло Іванович         | № 58           |                  | завідувач Кам'янець-Подільського обласного відділу охорони здоров’я                                        |          |
| Дробний Володимир Іванович      | № 23           |                  | голова колгоспу імені Леніна села Летави Чемеровецького району                                             |          |
| Євстратов Павло Якович          | № 73           |                  | |          |
| Єгурнов Георгій Георгійович     | № 20           |                  | секретар Організаційного комітету Президії Верховної Ради Української РСР по Кам'янець-Подільській області |          |
| Журавель Михайло Степанович     | № 26           |                  | |          |
| Зеков Микола Архипович          | № 2            |                  | |          |
| Івахов Тимофій Андрійович       | № 14           |                  | |          |
| Коваль Іван Григорович          | № 38           |                  | |          |
| Ковальчук Адам Гнатович         | № 16           |                  | |          |
| Ковбасюк Андрій Микитович       | № 28           |                  | голова Організаційного комітету Президії Верховної Ради Української РСР по Кам'янець-Подільській області   |          |
| Когут Михайло Леонтійович       | № 51           |                  | |          |
| Козельок Параска Мартинівна     | № 45           | Фельштинський    | ланкова колгоспу «Праця» села Фельштин Городоцького району                                                 |          |
| Колесников Дмитро Омелькович    | № 7            |                  | |          |
| Комарницький Іван Васильович    | № 12           |                  | голова Рудковецької сільської ради Ново-Ушицького району                                                   |          |
| Коновалова Тамара Кузьмівна     | № 71           |                  | |          |
| Корнійчук Христина Пилипівна    | № 81           |                  | ланкова колгоспу «Шлях до соціалізму» Берездівського району                                                |          |
| Крохмальна Ріва Мойсеївна       | № 24           |                  | |          |
| Крутій Устин Каленикович        | № 79           | Понінківський    | робітник-стахановець Понінківської паперової фабрики                                                       |          |
| Кудрик Сергій Васильович        | № 8            |                  | |          |
| Лавров Михайло Лукич            | № 32           |                  | |          |
| Лисий Антон Гнатович            | № 44           |                  | |          |
| Лінник Іван Семенович           | № 77           | Шепетівський     | голова Шепетівської міської ради                                                                           |          |
| Мандзюк Володимир Маркович      | № 3            |                  | слюсар-стахановець Кам'янець-Подільського заводу «Мотор»                                                   |          |
| Маранценбойм Сара Берківна      | № 41           |                  | |          |
| Маслов Михайло Васильович       | № 74           |                  | прокурор Кам'янець-Подільської області                                                                     |          |
| Масловський Андрій Тарасович    | № 67           |                  | 1-й секретар Теофіпольського районного комітету КП(б)У                                                     |          |
| Михайлов Олексій Никифорович    | № 62           |                  | начальник Управління НКВС по Кам’янець-Подільській області                                                 |          |
| Міхеєв Олександр Прокопович     | № 86           |                  | старший лейтенант РСЧА                                                                                     |          |
| Музика Софія Тимофіївна         | № 50           |                  | ланкова колгоспу «Перемога» Чорно-Острівського району                                                      |          |
| Наумець Клавдія Юхимівна        | № 60           |                  | ланкова колгоспу села Коськів Грицівського району                                                          |          |
| Педосенко Антон Максимович      | № 39           |                  | завідувач Кам'янець-Подільського обласного земельного відділу                                              |          |
| Подольський Микола Тимофійович  | № 72           |                  | 1-й секретар Ізяславського районного комітету КП(б)У                                                       |          |
| Привалов Олександр Фадійович    | № 53           |                  | 2-й секретар Кам'янець-Подільського міського комітету КП(б)У                                               |          |
| Профатілов Тимофій Степанович   | № 61           |                  | |          |
| Работін Микола Іванович         | № 35           |                  | |          |
| Саварін Архип Пантелеймонович   | № 5            |                  | вчитель початкової школи села Біланівки Кам’янець-Подільського району                                      |          |
| Савчук Кирило Васильович        | № 63           |                  | |          |
| Свавалюк Петро Григорович       | № 56           |                  | |          |
| Сімчук Василь Миколайович       | № 29           |                  | |          |
| Сіранчук Харитина Паньківна     | № 18           |                  | |          |
| Собчук Федора Степанівна        | № 66           |                  | ланкова колгоспу «Серп і Молот» Теофіпольського району                                                     |          |
| Сов'як Параска Андріївна        | № 6            |                  | ланкова колгоспу імені Котовського Кам'янець-Подільського району                                           |          |
| Соловейчик Леонід Овсійович     | № 69           | Ямпільський      | голова Кам'янець-Подільської обласної планової комісії                                                     |          |
| Солодка Марія Василівна         | № 78           |                  | |          |
| Ставінчук Андрій Володимирович  | № 49           |                  | |          |
| Стандрійчук Гафія Іванівна      | № 11           |                  | |          |
| Сукачов Петро Павлович          | № 82           |                  | завідувач Кам'янець-Подільського обласного фінансового відділу                                             |          |
| Сулима Василь Панасович         | № 22           |                  | |          |
| Суховій Тимофій Григорович      | № 27           |                  | голова Городоцького райвиконкому                                                                           |          |
| Телегін Тихон Гнатович          | № 15           |                  | |          |
| Ткач Ганна Павлівна             | № 13           |                  | |          |
| Ткачук Андрій Семенович         | № 85           |                  | робітник-стахановець Славутського порцелянового заводу                                                     |          |
| Тонкочеєв Григорій Андрійович   | № 43           |                  | секретар Кам'янець-Подільського обласного комітету КП(б)У з пропаганди і агітації                          |          |
| Трахтенберг Мойсей Давидович    | № 76           |                  | |          |
| Тютюнник Кім Юхимович           | № 65           | Мало-Клітинський | директор середньої школи села Шмирки                                                                       |          |
| Фаїзов Ялані Хаірович           | № 75           | Шепетівський     | цеховий майстер Шепетівського рафінадного заводу                                                           |          |
| Фурман Михайло Костянтинович    | № 25           |                  | 3-й секретар Кам'янець-Подільського обласного комітету КП(б)У                                              |          |
| Харченко Ганна Олександрівна    | № 70           |                  | вчителька Борисівської неповної середньої школи Плужнянського району                                       |          |
| Харчук Потап Миронович          | № 68           |                  | голова Ляховецького райвиконкому?                                                                          |          |
| Цадикович Ісаак Мануїлович      | № 36           | Летичівський     | завідувач Кам'янець-Подільського обласного торгового відділу                                               |          |
| Черевик Сергій Максимович       | № 47           |                  | 1-й секретар Волочиського районного комітету КП(б)У                                                        |          |
| Швидкий Іван Ілліч              | № 59           |                  | |          |
| Шишлов Ілля Дем'янович          | № 54           |                  | редактор обласної газети «Червоний кордон»                                                                 |          |
| Шмендрук Хима Йосипівна         | № 83           |                  | |          |
| Юр'єва Ольга Іванівна           | № 10           |                  | |          |

5 січня 1940 року відбулася 1-а сесія Кам'янець-Подільської обласної ради депутатів трудящих 1-го скликання. Головою виконкому обраний Ковбасюк Андрій Микитович; заступниками голови виконкому — Соловейчик Леонід Овсійович, Суховій Тимофій Григорович, Глистюк Фросина Максимівна; секретарем облвиконкому — Єгурнов Георгій Георгійович.
Членами виконкому обласної ради обрані:  Власов Олександр Йосипович, Профатілов Тимофій Степанович, Горільченко Ганна Іванівна, Саварін Архип Пантелеймонович,  Комарницький Іван Васильович, Педосенко Антон Максимович, Сукачов Петро Павлович, Дробний Володимир Іванович,  Дергаусов Григорій Федорович, Трахтенберг Мойсей Давидович, Ткач Ганна Павлівна, Крутій Устин Каленикович.
Сесія затвердила обласний виконавчий комітет у складі: голова планової комісії — Соловейчик Леонід Овсійович, завідувач земельного відділу — Педосенко Антон Максимович, завідувач відділу народної освіти — Горільченко Ганна Іванівна, завідувач відділу охорони здоров'я — Долгокер Павло Іванович, завідувач фінансового відділу— Сукачов Петро Павлович, завідувач торгового відділу — Цадикович Ісаак Мануїлович, завідувач відділу соціального забезпечення — Мамичев М.Ф., завідувач відділу комунального господарства — Гродський Г.А., завідувач відділу місцевої промисловості — Глузман С.Л., завідувач відділу у справах мистецтв — Гриценко С.А., завідувач шляхового відділу— Бордюга І.Ф., завідувач відділу харчової промисловості — Яновський М.Г., завідувач відділу промисловості будівельних матеріалів — Єременко Ю.І., завідувач відділу місцевої паливної промисловості — Бондаренко О.Г., завідувач загального відділу — Балєва А.С.